# Szigeti külváros
A Szigeti külváros – nevével ellentétben – Pécs egyik belső városrésze, mely az egykori Szigeti-kaputól a Makárig terjed.

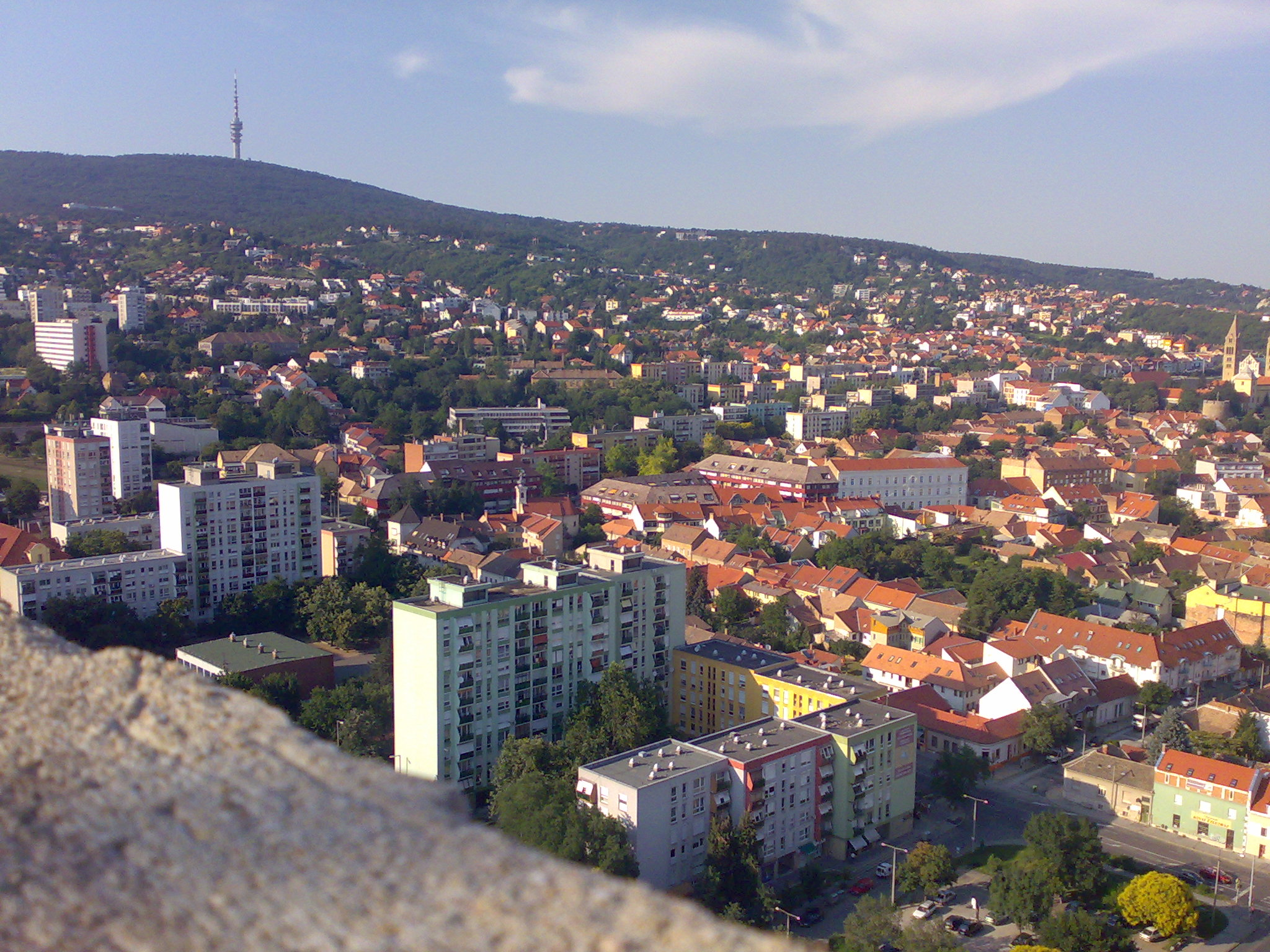
Kilátás a Mecsekoldalra az 1976-2016 között állt Pécsi magasházról

## Története
Már a 14. században létezett egy félsoros kis utcácska a Szigeti-kapu közelében, a várárok mentén. A török hódoltság után 1687-ben összeírás készült Pécs házairól, telkeiről. Ebben a várfalon kívüli utcák neve nem szerepel. Valószínűleg azért, mert az összeírók a romos, égett házakra ügyet sem vetettek, hiszen a szegényes kis viskók nem képviselhettek nagyobb értéket. A várfalon kívüli utcák létezése mégis bizonyos, hiszen 1554-ben is voltak olyan utcák, amelyek a külvárosokhoz tartoztak, mint például a Kőhíd utca vagy a Fazekas utca.
A városrész fejlődése a 18. század elején felgyorsult. 1787-ben – hogy a belvárosból könnyebben elérhető legyen – a város kisajátította a Barbakánhoz közel eső területet. Emiatt áttörték a városfalat, amelyet követően a Szigeti külváros területe egyre nőtt. 1713 és 1723 között már nyolc utca tartozott a városrészhez.
A 18. század elején jobbára fuvarosok, föld- és szőlőművelők laktak ezen a területen, amely a 19. és 20. században nyugati és déli irányban bővült jelentősen.
A városrészen épült a Zrínyi Miklós Hadapródiskola, melyet 1897-ben kezdtek építeni, és amelyet 1956-ban kapott meg a Pécsi Orvostudományi Egyetem.
A városrészben állt a hírhedt Magasház, amely az 1989-es kiürítésétől a 2016-os lebontásáig Közép-Európa legmagasabb lakatlan épülete volt.

## Határai, közlekedése
Északon az Ifjúság útja, az Alkotmány és a Kodály Zoltán utca, keleten a Klimó György utca, az Alkotmány utca, a Kórház tér, a Rákóczi út és a Szabadság utca, délen a 6-os főút (József Attila és Athinay utca), nyugaton a Tüzér és a Kürt utca határolja.
A városrészt átszelő Szigeti úton közlekedő járatok kapcsolatot teremtenek Uránvárossal (2, 2A, 27), Meszessel (2), a Budai külvárossal (27), Kertvárossal és Megyerrel (55, 55Y) is, a városrész keleti határán közlekedő járatok (34, 35, 36, 36, 37) a Mecsekoldal városrészeivel is.

## Külső hivatkozások
- Szociális intézmények épületei a századfordulón Pécsett: Pilkhoffer Mónika írása[halott link]